# Ophyiulus rubrodorsalis
Ophyiulus rubrodorsalis är en mångfotingart som först beskrevs av Karl Wilhelm Verhoeff 1901.  Ophyiulus rubrodorsalis ingår i släktet Ophyiulus och familjen kejsardubbelfotingar. Inga underarter finns listade i Catalogue of Life.